# イマネ・メルガ
イマネ・メルガ（Imane Merga Jida, 1988年10月15日 - ）は、エチオピアの陸上選手。専門は長距離走・クロスカントリー。2011年世界選手権男子10000m銅メダリスト。

## 経歴
2009年、8月にベルリンで開かれた世界選手権の10000mで4位に入り、9月のIAAFワールドアスレチックファイナル・5000mで優勝を飾った。2010年に開始したIAAFダイヤモンドリーグの5000mには年間7戦全てに出場、オスロとローマで優勝を飾るなど全戦で3位以内に入り、初代種目別年間王者に輝いた。
2011年3月には世界クロスカントリー選手権シニア12㎞で優勝した。同年8月に韓国の大邱で開催された世界選手権の男子10000mと男子5000mのエチオピア代表に選出される。その10000mのレースでは最後の400mを52秒、53秒で走ったイブラヒム・ジェイラン、モハメド・ファラーには敗れたものの銅メダルを獲得。続く5000mのレースでもファラー、バーナード・ラガトに続き3位でゴールしたが、レース中にレーン侵害したためゴール後に失格となった。2011年のダイヤモンドリーグ5000mでも2勝を上げて2年連続で種目別年間王者を獲得した。
2013年にモスクワで開催された世界選手権の10000mでもエチオピア代表に選出されたが12位に終わった。

## 自己記録
- 5000m - 12分53秒58（2010年8月）
- 10000m - 26分48秒35（2011年6月）